# Club de Deportes Copiapó (femenino)
Deportes Copiapó Femenino es la rama femenina del club de fútbol chileno del mismo nombre, radicado en la ciudad de Copiapó, de la Región de Atacama. Las Leonas de Atacama debutaron en 2017, gracias a la gestión de Fundación Sueño Olímpico en coordinación con el equipo local FMC Caldera. Desde el 2019 disputa la Primera B Femenina de Chile, tras descender durante la temporada 2018.
La rama femenina fue creada en 2017 para la participación del torneo de aquel año, conocido como Primera División de fútbol femenino de Chile, máxima categoría del fútbol femenino profesional en Chile, y finalizó en el decimotercer lugar.
Es local en el Estadio Luis Valenzuela Hermosilla, con una capacidad actual de 8.000 espectadores. Por razones externas (aluviones), hubo temporadas donde hizo de local en el (Estadio La Caldera), de Caldera.

## Estadio
Deportes Copiapó juega en calidad de local en el estadio Luis Valenzuela Hermosilla, el cual fue inaugurado en la década de 1960, y reempastado en 1999, pertenece a la Ilustre Municipalidad de Copiapó, tiene una capacidad para 15 000 personas, y sus graderías en su mayoría son de tablón, la cancha tiene 105 metros de largo por 65 de ancho, y posee también 4 torres de iluminación (torres del antiguo aeródromo chamonate). Además tiene una pista sintética de atletismo con 6 carriles y apta para las pruebas de campo, la que se instaló en 1999.
En el complejo deportivo también se encuentra el estadio techado municipal "Orlando Guaita Botta" que puede albergar disciplinas como básquetbol, vóleibol, kárate, cheerleading y espectáculos musicales con capacidad para 5000 espectadores.
Esta también la Piscina olímpica municipal la que tiene 50 metros de largo por 25 de ancho y 8 carriles,  y graderías para 500 espectadores, esta fue inaugurada en la década de 1970. En las dependencias también hay un gimnasio completamente equipado con maquinarias para actividad física, y zonas de entrenamiento para gimnasia artística.
El año 2008 la ANFP ha prohibido el uso de la cancha principal para jugar a fútbol profesional, esto a raíz del pésimo estado del campo de juego, situación que cada vez que es solucionada vuelve a empeorarse con eventos como conciertos, demostraciones ecuestres y otros. La cancha ha sido arreglada de momento para que el "león" pueda actuar de local en Copiapó. Además, se ha presentado el proyecto donde se construirá un nuevo estadio con la última tecnología y cumpliendo con todas las normas FIFA. Este proyecto presenta una inversión millonaria en insferaestructura deportiva para la ciudad de Copiapó y para Chile.

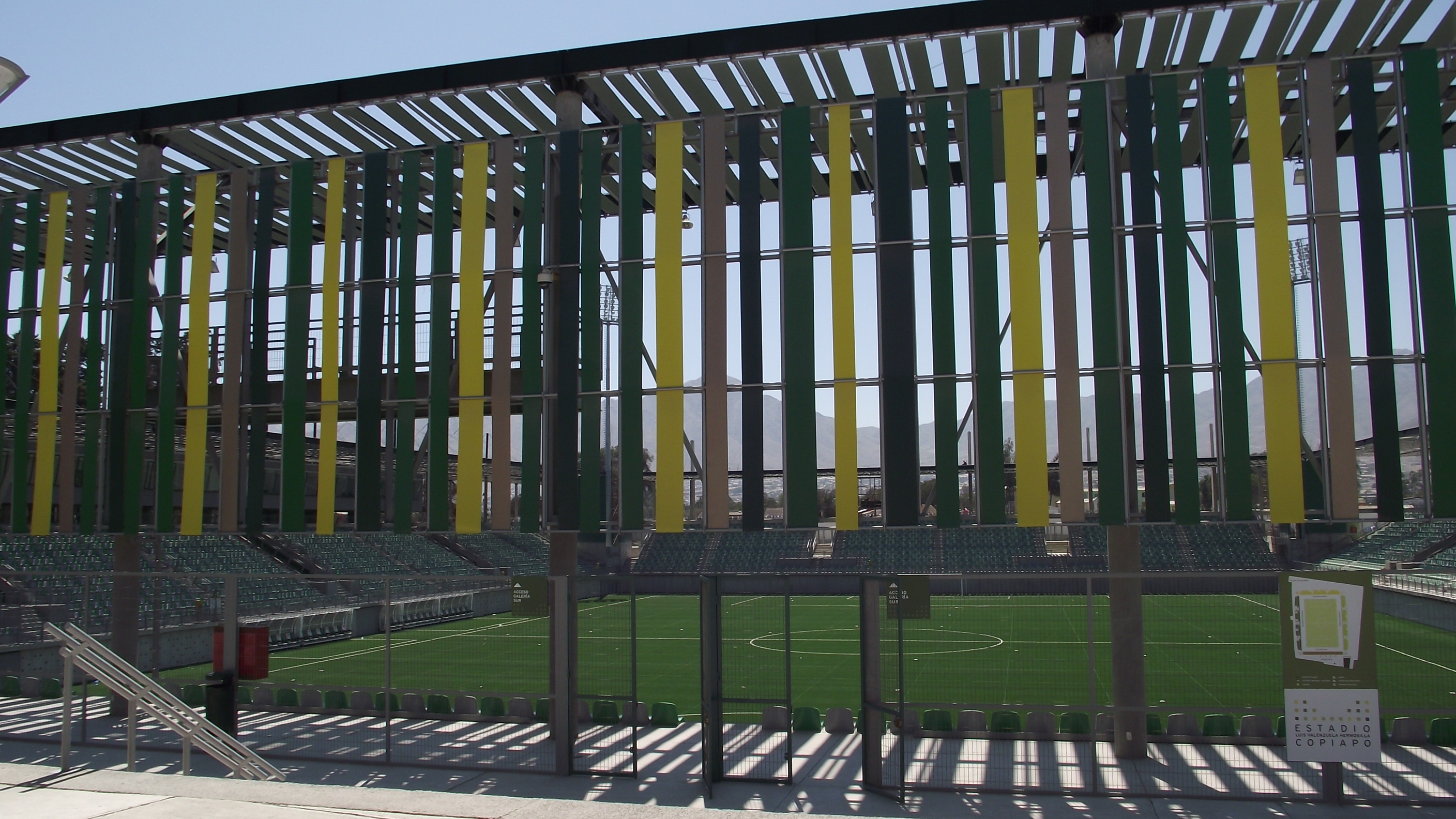
Estadio Luis Valenzuela Hermosilla hasta antes del aluvión del año 2015.

Tras un par de años variando su localía entre los estadios de Vallenar (Nelson Rojas), Chañaral (Luis Álamos Luque), Caldera (La Caldera) y Tierra Amarilla (Eladio Rojas), finalmente se concretó la refacción del Luis Valenzuela Hermosilla, siendo reinaugurado el 12 de noviembre del año 2011. Al día siguiente se jugó el primer partido en la nueva cancha, siendo un triunfo por 3 goles a 2 frente a Unión Temuco, el que paradójicamente no serviría para mantener la categoría del elenco copiapino.
Desde el año 2012 y hasta inicios del 2015 el club ejerció su localía en remozado "Estadio Bicentenario Luis Valenzuela Hermosilla", pero debido al aluvión que azotó a toda la región de Atacama el 25 de marzo del 2015, la ciudadanía no solo lamentó la pérdida de personas sino también vieron como el paso del agua y lodo destrozaba todo a su paso. Así, el remozado Luis Valenzuela Hermosilla quedó completamente inundado: los más de 5 metros de agua que cubrieron la cancha, camarines e instalaciones dejaron el recinto deportivo totalmente inutilizable, por lo que el Club Deportes Copiapó se traslada y ejerce su localía en la comuna de Tierra Amarilla, Vallenar y Caldera. Se volvió a habilitar en 2018.

## Datos del club
- Temporadas en Primera División femenino: 2 (2017 - 2018)
- Temporadas en Primera B femenina: 4 (2019-actualidad.)
- Debut en Primera División femenino: Torneo 2017.
- Mejor puesto en la liga: Cuartos de Zona de Grupos en Torneo 2018.
- Mejor puesto en Copa Chile: Segunda fase en 2009.